# S.M.A.R.T.
S.M.A.R.T. (akronym för Self-Monitoring Analysis and Reporting Technology) är en funktion i vissa hårddiskar som gör det möjligt uppskatta tillståndet på dessa. Diagnostiken som görs varierar mellan olika hårddiskar, men innefattar ofta saker som att söktid och andel felläsningar ligger inom ett acceptabelt intervall. Antalet timmar hårddisken varit påslagen, antalet gånger den startat upp, och den högsta temperatur den blivit utsatt för är andra vanliga parametrar som kan läsas ut.
Vissa datorer visar en varning vid uppstart om dessa parametrar indikerar att något verkar fel. I sådana fall bör en backup omedelbart göras och hårddisken bytas ut då den har en klart ökad risk för att inom kort helt gå sönder och bli oläsbar.

## Träffsäkerhet
En fältstudie på Google som täckte över 100 000 enheter för konsumentklass från december 2005 till augusti 2006 hittade följande samband mellan viss SMART-information och årliga hårddiskhaverier:
- Under 60 dagar efter det första okorrigerbara felet på en enhet (SMART-data 198/0xC6) som upptäcktes genom en offline-skanning, var enheten 39 gånger i genomsnitt mer benägen att haverera, än en felfri enhet.
- Första registreringen av SMART-data för omlokalisering (5/0x05 och 196/0xC5) samt väntad omlokalisering (SMART-data 197/0xC5) var också starkt korrelerad med högre sannolikhet för haveri.
- Små samband för ökad temperatur och inget samband för användningsnivå.
- 56% av de havererade enheterna hade inget registrerat i något av de "fyra starka S.M.A.R.T.-varningarna"  (läsfel eller olika typer av omlokaliseringsräknare).
- 36% av de havererade enheterna hade inga S.M.A.R.T.-fel alls, utom temperaturen, vilket innebär att S.M.A.R.T.-data ensamt bara ger begränsad möjlighet att förutse haveri.[2]

## ATA S.M.A.R.T.-attribut
Varje tillverkare definierar en uppsättning attribut, och sätter olika tröskelvärden för attribut som inte ska passera under normal drift. Varje attribut har ett råvärde(RAW) i decimal- eller hexadecimal form vars betydelse bestäms av drivenhetstillverkaren. Dessa råvärden står för antal gånger något har är inträffat, drifttimmar, uppstarter, temperatur, söktider, time-outer, läsfel, överförda datamängder, etc. Viktigare är att avläsa aktuellt attributvärde i förhållande till sämsta uppmätta värde och tröskelvärde, ofta uttryckt i skalor 252→0, 200→0 eller 100→0, där högt  aktuellt värde är bäst.
Tillverkare som har implementerat minst ett S.M.A.R.T.-attribut i olika produkter inkluderar Samsung, Seagate, IBM (Hitachi), Fujitsu, Maxtor, Toshiba, Intel, sTec, Inc., Western Digital och ExcelStor Technology.

### Kända ATA S.M.A.R.T.-attribut
Följande diagram visar några S.M.A.R.T.-attribut och den typiska betydelsen av deras råvärden. Normaliserade värden kartläggs vanligtvis så att de högre värdena är bättre (undantag inkluderar körtemperatur, antal läshuvudbelastningar-/avlastningscykler), men högre RAW-värden kan vara bättre eller sämre beroende på attributet och tillverkaren. Till exempel attributet "Reallocated Sectors Count/Antal omlokaliserade sektorer" aktuella normaliserade värde minskar när antalet omlokaliserade sektorer ökar. I detta fall indikerar attributets "RAW"-värde ofta antalet sektorer som har omfördelats, även om leverantörer inte på något sätt säger sig följa denna konvention.
Eftersom tillverkare inte nödvändigtvis håller med om exakta attributdefinitioner och mätenheter, är följande lista med attribut bara en allmän guide.
Enheter stöder inte alla attributkoder (ibland förkortade "ID", för "identifierare", i tabeller). Vissa koder är specifika för specifika drivenheter (magnetisk tallrik, blixt, SSD). Enheter kan använda olika koder för samma parameter, se till exempel koder 193 och 225.
| ID          | 193 0xC1 | Attribut i decimal och hexadecimal form                       |
| Önskvärt    | Hög      | Högre RAW-värde är bättre.                                    |
| Önskvärt    | Låg      | Lägre RAW-värde är bättre.                                    |
| ! (Kritisk) | Kritiskt | Kritiskt attribut. Specifika värden kan förutse enhetshaveri. |

| ID       | Attribut                                                                                   | Önskvärt    | !                   | Beskrivning |
| -------- | ------------------------------------------------------------------------------------------ | ----------- | ------------------- | --- |
| 01 0x01  | Read Error Rate                                                                            | Låg         |                     | (Vendor specific raw value.) Stores data related to the rate of hardware read errors that occurred when reading data from a disk surface. The raw value has different structure for different vendors and is often not meaningful as a decimal number. |
| 02 0x02  | Throughput Performance                                                                     | Hög         |                     | Overall (general) throughput performance of a hard disk drive. If the value of this attribute is decreasing there is a high probability that there is a problem with the disk. |
| 03 0x03  | Spin-Up Time                                                                               | Låg         |                     | Average time of spindle spin up (from zero RPM to fully operational [milliseconds]). |
| 04 0x04  | Start/Stop Count                                                                           |             |                     | A tally of spindle start/stop cycles. The spindle turns on, and hence the count is increased, both when the hard disk is turned on after having before been turned entirely off (disconnected from power source) and when the hard disk returns from having previously been put to sleep mode. |
| 05 0x05  | Reallocated Sectors Count                                                                  | Låg         | [ 8 ] [ 9 ] [ 10 ]  | Count of reallocated sectors. The raw value represents a count of the bad sectors that have been found and remapped. Thus, the higher the attribute value, the more sectors the drive has had to reallocate. This value is primarily used as a metric of the life expectancy of the drive; a drive which has had any reallocations at all is significantly more likely to fail in the immediate months. |
| 06 0x06  | Read Channel Margin                                                                        |             |                     | Margin of a channel while reading data. The function of this attribute is not specified. |
| 07 0x07  | Seek Error Rate                                                                            | Mall:Varies |                     | (Vendor specific raw value.) Rate of seek errors of the magnetic heads. If there is a partial failure in the mechanical positioning system, then seek errors will arise. Such a failure may be due to numerous factors, such as damage to a servo, or thermal widening of the hard disk. The raw value has different structure for different vendors and is often not meaningful as a decimal number. |
| 08 0x08  | Seek Time Performance                                                                      | Hög         |                     | Average performance of seek operations of the magnetic heads. If this attribute is decreasing, it is a sign of problems in the mechanical subsystem. |
| 09 0x09  | Power-On Hours                                                                             |             |                     | Count of hours in power-on state. The raw value of this attribute shows total count of hours (or minutes, or seconds, depending on manufacturer) in power-on state. "By default, the total expected lifetime of a hard disk in perfect condition is defined as 5 years (running every day and night on all days). This is equal to 1825 days in 24/7 mode or 43800 hours." On some pre-2005 drives, this raw value may advance erratically and/or "wrap around" (reset to zero periodically). |
| 10 0x0A  | Spin Retry Count                                                                           | Låg         | [ 16 ]              | Count of retry of spin start attempts. This attribute stores a total count of the spin start attempts to reach the fully operational speed (under the condition that the first attempt was unsuccessful). An increase of this attribute value is a sign of problems in the hard disk mechanical subsystem. |
| 11 0x0B  | Recalibration Retries or Calibration Retry Count                                           | Låg         |                     | This attribute indicates the count that recalibration was requested (under the condition that the first attempt was unsuccessful). An increase of this attribute value is a sign of problems in the hard disk mechanical subsystem. |
| 12 0x0C  | Power Cycle Count                                                                          |             |                     | This attribute indicates the count of full hard disk power on/off cycles. |
| 13 0x0D  | Soft Read Error Rate                                                                       | Låg         |                     | Uncorrected read errors reported to the operating system. |
| 22 0x16  | Current Helium Level                                                                       |             |                     | Specific to He8 drives from HGST. This value measures the helium inside of the drive specific to this manufacturer. It is a pre-fail attribute that trips once the drive detects that the internal environment is out of specification. |
| 170 0xAA | Available Reserved Space                                                                   |             |                     | See attribute E8. |
| 171 0xAB | SSD Program Fail Count                                                                     |             |                     | (Kingston) The total number of flash program operation failures since the drive was deployed. Identical to attribute 181. |
| 172 0xAC | SSD Erase Fail Count                                                                       |             |                     | (Kingston) Counts the number of flash erase failures. This attribute returns the total number of Flash erase operation failures since the drive was deployed. This attribute is identical to attribute 182. |
| 173 0xAD | SSD Wear Leveling Count                                                                    |             |                     | Counts the maximum worst erase count on any block. |
| 174 0xAE | Unexpected power loss count                                                                |             |                     | Also known as "Power-off Retract Count" per conventional HDD terminology. Raw value reports the number of unclean shutdowns, cumulative over the life of an SSD, where an "unclean shutdown" is the removal of power without STANDBY IMMEDIATE as the last command (regardless of PLI activity using capacitor power). Normalized value is always 100. |
| 175 0xAF | Power Loss Protection Failure                                                              |             |                     | Last test result as microseconds to discharge cap, saturated at its maximum value. Also logs minutes since last test and lifetime number of tests. Raw value contains the following data: - Bytes 0-1: Last test result as microseconds to discharge cap, saturates at max value. Test result expected in range 25 <= result <= 5000000, lower indicates specific error code. - Bytes 2-3: Minutes since last test, saturates at max value. - Bytes 4-5: Lifetime number of tests, not incremented on power cycle, saturates at max value. Normalized value is set to one on test failure or 11 if the capacitor has been tested in an excessive temperature condition, otherwise 100. |
| 176 0xB0 | Erase Fail Count                                                                           |             |                     | S.M.A.R.T. parameter indicates a number of flash erase command failures. |
| 177 0xB1 | Wear Range Delta                                                                           |             |                     | Delta between most-worn and least-worn Flash blocks. It describes how good/bad the wearleveling of the SSD works on a more technical way. |
| 179 0xB3 | Used Reserved Block Count Total                                                            |             |                     | "Pre-Fail" attribute used at least in Samsung devices. |
| 180 0xB4 | Unused Reserved Block Count Total                                                          |             |                     | "Pre-Fail" attribute used at least in HP devices. |
| 181 0xB5 | Program Fail Count Total or Non-4K Aligned Access Count                                    | Låg         |                     | Total number of Flash program operation failures since the drive was deployed. Number of user data accesses (both reads and writes) where LBAs are not 4 KiB aligned (LBA % 8 != 0) or where size is not modulus 4 KiB (block count != 8), assuming logical block size (LBS) = 512 B. |
| 182 0xB6 | Erase Fail Count                                                                           |             |                     | "Pre-Fail" Attribute used at least in Samsung devices. |
| 183 0xB7 | SATA Downshift Error Count or Runtime Bad Block                                            | Låg         |                     | Western Digital, Samsung or Seagate attribute: Either the number of downshifts of link speed (e.g. from 6Gbps to 3Gbps) or the total number of data blocks with detected, uncorrectable errors encountered during normal operation. Although degradation of this parameter can be an indicator of drive aging and/or potential electromechanical problems, it does not directly indicate imminent drive failure. |
| 184 0xB8 | End-to-End error / IOEDC                                                                   | Låg         | [ 26 ]              | This attribute is a part of Hewlett-Packard's SMART IV technology, as well as part of other vendors' IO Error Detection and Correction schemas, and it contains a count of parity errors which occur in the data path to the media via the drive's cache RAM. |
| 185 0xB9 | Head Stability                                                                             |             |                     | Western Digital attribute. |
| 186 0xBA | Induced Op-Vibration Detection                                                             |             |                     | Western Digital attribute. |
| 187 0xBB | Reported Uncorrectable Errors                                                              | Låg         | [ 28 ]              | The count of errors that could not be recovered using hardware ECC (see attribute 195). |
| 188 0xBC | Command Timeout                                                                            | Låg         | [ 29 ]              | The count of aborted operations due to HDD timeout. Normally this attribute value should be equal to zero. |
| 189 0xBD | High Fly Writes                                                                            | Låg         |                     | HDD manufacturers implement a flying height sensor that attempts to provide additional protections for write operations by detecting when a recording head is flying outside its normal operating range. If an unsafe fly height condition is encountered, the write process is stopped, and the information is rewritten or reallocated to a safe region of the hard drive. This attribute indicates the count of these errors detected over the lifetime of the drive. This feature is implemented in most modern Seagate drives and some of Western Digital's drives, beginning with the WD Enterprise WDE18300 and WDE9180 Ultra2 SCSI hard drives, and will be included on all future WD Enterprise products. |
| 190 0xBE | Temperature Difference or Airflow Temperature                                              | Mall:Varies |                     | Value is equal to (100-temp. °C), allowing manufacturer to set a minimum threshold which corresponds to a maximum temperature. This also follows the convention of 100 being a best-case value and lower values being undesirable. However, some older drives may instead report raw Temperature (identical to 0xC2) or Temperature minus 50 here. |
| 191 0xBF | G-sense Error Rate                                                                         | Låg         |                     | The count of errors resulting from externally induced shock and vibration. |
| 192 0xC0 | Power-off Retract Count, Emergency Retract Cycle Count (Fujitsu), or Unsafe Shutdown Count | Låg         |                     | Number of power-off or emergency retract cycles. |
| 193 0xC1 | Load Cycle Count or Load/Unload Cycle Count (Fujitsu)                                      | Låg         |                     | Count of load/unload cycles into head landing zone position. Some drives use 225 (0xE1) for Load Cycle Count instead. Western Digital rates their VelociRaptor drives for 600,000 load/unload cycles, and WD Green drives for 300,000 cycles; the latter ones are designed to unload heads often to conserve power. On the other hand, the WD3000GLFS (a desktop drive) is specified for only 50,000 load/unload cycles. Some laptop drives and "green power" desktop drives are programmed to unload the heads whenever there has not been any activity for a short period, to save power. Operating systems often access the file system a few times a minute in the background, causing 100 or more load cycles per hour if the heads unload: the load cycle rating may be exceeded in less than a year. There are programs for most operating systems that disable the Advanced Power Management (APM) and Automatic acoustic management (AAM) features causing frequent load cycles.                                                                              |
| 194 0xC2 | Temperature or Temperature Celsius                                                         | Låg         |                     | Indicates the device temperature, if the appropriate sensor is fitted. Lowest byte of the raw value contains the exact temperature value (Celsius degrees). |
| 195 0xC3 | Hardware ECC Recovered                                                                     | Mall:Varies |                     | (Vendor-specific raw value.) The raw value has different structure for different vendors and is often not meaningful as a decimal number. |
| 196 0xC4 | Reallocation Event Count                                                                   | Låg         | [ 1 ]               | Count of remap operations. The raw value of this attribute shows the total count of attempts to transfer data from reallocated sectors to a spare area. Both successful and unsuccessful attempts are counted. |
| 197 0xC5 | Current Pending Sector Count                                                               | Låg         | [ 1 ] [ 26 ] [ 29 ] | Count of "unstable" sectors (waiting to be remapped, because of unrecoverable read errors). If an unstable sector is subsequently read successfully, the sector is remapped and this value is decreased. Read errors on a sector will not remap the sector immediately (since the correct value cannot be read and so the value to remap is not known, and also it might become readable later); instead, the drive firmware remembers that the sector needs to be remapped, and will remap it the next time it's written. However, some drives will not immediately remap such sectors when written; instead the drive will first attempt to write to the problem sector and if the write operation is successful then the sector will be marked good (in this case, the "Reallocation Event Count" (0xC4) will not be increased). This is a serious shortcoming, for if such a drive contains marginal sectors that consistently fail only after some time has passed following a successful write operation, then the drive will never remap these problem sectors. |
| 198 0xC6 | (Offline) Uncorrectable Sector Count                                                       | Låg         | [ 1 ] [ 8 ]         | The total count of uncorrectable errors when reading/writing a sector. A rise in the value of this attribute indicates defects of the disk surface and/or problems in the mechanical subsystem. |
| 199 0xC7 | UltraDMA CRC Error Count                                                                   | Låg         |                     | The count of errors in data transfer via the interface cable as determined by ICRC (Interface Cyclic Redundancy Check). |
| 200 0xC8 | Multi-Zone Error Rate                                                                      | Låg         |                     | The count of errors found when writing a sector. The higher the value, the worse the disk's mechanical condition is. |
| 200 0xC8 | Write Error Rate (Fujitsu)                                                                 | Låg         |                     | The total count of errors when writing a sector. |
| 201 0xC9 | Soft Read Error Rate or TA Counter Detected                                                | Låg         | [ 48 ]              | Count indicates the number of uncorrectable software read errors. |
| 202 0xCA | Data Address Mark errors or TA Counter Increased                                           | Låg         |                     | Count of Data Address Mark errors (or vendor-specific). |
| 203 0xCB | Run Out Cancel                                                                             | Låg         |                     | The number of errors caused by incorrect checksum during the error correction. |
| 204 0xCC | Soft ECC Correction                                                                        | Låg         |                     | Count of errors corrected by the internal error correction software. |
| 205 0xCD | Thermal Asperity Rate                                                                      | Low         |                     | Count of errors due to high temperature. |
| 206 0xCE | Flying Height                                                                              |             |                     | Height of heads above the disk surface. If too low, head crash is more likely; if too high, read/write errors are more likely. |
| 207 0xCF | Spin High Current                                                                          | Låg         |                     | Amount of surge current used to spin up the drive. |
| 208 0xD0 | Spin Buzz                                                                                  |             |                     | Count of buzz routines needed to spin up the drive due to insufficient power. |
| 209 0xD1 | Offline Seek Performance                                                                   |             |                     | Drive’s seek performance during its internal tests. |
| 210 0xD2 | Vibration During Write                                                                     |             |                     | Found in Maxtor 6B200M0 200GB and Maxtor 2R015H1 15GB disks. |
| 211 0xD3 | Vibration During Write                                                                     |             |                     | A recording of a vibration encountered during write operations. |
| 212 0xD4 | Shock During Write                                                                         |             |                     | A recording of shock encountered during write operations. |
| 220 0xDC | Disk Shift                                                                                 | Låg         |                     | Distance the disk has shifted relative to the spindle (usually due to shock or temperature). Unit of measure is unknown. |
| 221 0xDD | G-Sense Error Rate                                                                         | Låg         |                     | The count of errors resulting from externally induced shock and vibration. |
| 222 0xDE | Loaded Hours                                                                               |             |                     | Time spent operating under data load (movement of magnetic head armature). |
| 223 0xDF | Load/Unload Retry Count                                                                    |             |                     | Count of times head changes position. |
| 224 0xE0 | Load Friction                                                                              | Låg         |                     | Resistance caused by friction in mechanical parts while operating. |
| 225 0xE1 | Load/Unload Cycle Count                                                                    | Låg         |                     | Total count of load cycles Some drives use 193 (0xC1) for Load Cycle Count instead. See Description for 193 for significance of this number. |
| 226 0xE2 | Load 'In'-time                                                                             |             |                     | Total time of loading on the magnetic heads actuator (time not spent in parking area). |
| 227 0xE3 | Torque Amplification Count                                                                 | Låg         |                     | Count of attempts to compensate for platter speed variations. |
| 228 0xE4 | Power-Off Retract Cycle                                                                    | Låg         |                     | The number of power-off cycles which are counted whenever there is a "retract event" and the heads are loaded off of the media such as when the machine is powered down, put to sleep, or is idle. |
| 230 0xE6 | GMR Head Amplitude (magnetic HDDs), Drive Life Protection Status (SSDs)                    |             |                     | Amplitude of "thrashing" (repetitive head moving motions between operations). In solid-state drives, indicates whether usage trajectory is outpacing the expected life curve |
| 231 0xE7 | Life Left (SSDs) or Temperature                                                            |             |                     | Indicates the approximate SSD life left, in terms of program/erase cycles or available reserved blocks. A normalized value of 100 represents a new drive, with a threshold value at 10 indicating a need for replacement. A value of 0 may mean that the drive is operating in read-only mode to allow data recovery. Previously (pre-2010) occasionally used for Drive Temperature (more typically reported at 0xC2). |
| 232 0xE8 | Endurance Remaining or Available Reserved Space                                            |             |                     | Number of physical erase cycles completed on the SSD as a percentage of the maximum physical erase cycles the drive is designed to endure. Intel SSDs report the available reserved space as a percentage of the initial reserved space. |
| 233 0xE9 | Media Wearout Indicator (SSDs) or Power-On Hours                                           |             |                     | Intel SSDs report a normalized value from 100, a new drive, to a minimum of 1. It decreases while the NAND erase cycles increase from 0 to the maximum-rated cycles. Previously (pre-2010) occasionally used for Power-On Hours (more typically reported in 0x09). |
| 234 0xEA | Average erase count AND Maximum Erase Count                                                |             |                     | Decoded as: byte 0-1-2 = average erase count (big endian) and byte 3-4-5 = max erase count (big endian). |
| 235 0xEB | Good Block Count AND System(Free) Block Count                                              |             |                     | Decoded as: byte 0-1-2 = good block count (big endian) and byte 3-4 = system (free) block count. |
| 240 0xF0 | Head Flying Hours or 'Transfer Error Rate' (Fujitsu)                                       |             |                     | Time spent during the positioning of the drive heads. Some Fujitsu drives report the count of link resets during a data transfer. |
| 241 0xF1 | Total LBAs Written                                                                         |             |                     | Total count of LBAs written. |
| 242 0xF2 | Total LBAs Read                                                                            |             |                     | Total count of LBAs read. Some S.M.A.R.T. utilities will report a negative number for the raw value since in reality it has 48 bits rather than 32. |
| 243 0xF3 | Total LBAs Written Expanded                                                                |             |                     | The upper 5 bytes of the 12-byte total number of LBAs written to the device. The lower 7 byte value is located at attribute 0xF1. |
| 244 0xF4 | Total LBAs Read Expanded                                                                   |             |                     | The upper 5 bytes of the 12-byte total number of LBAs read from the device. The lower 7 byte value is located at attribute 0xF2. |
| 249 0xF9 | NAND Writes (1GiB)                                                                         |             |                     | Total NAND Writes. Raw value reports the number of writes to NAND in 1 GB increments. |
| 250 0xFA | Read Error Retry Rate                                                                      | Låg         |                     | Count of errors while reading from a disk. |
| 251 0xFB | Minimum Spares Remaining                                                                   |             |                     | The Minimum Spares Remaining attribute indicates the number of remaining spare blocks as a percentage of the total number of spare blocks available. |
| 252 0xFC | Newly Added Bad Flash Block                                                                |             |                     | The Newly Added Bad Flash Block attribute indicates the total number of bad flash blocks the drive detected since it was first initialized in manufacturing. |
| 254 0xFE | Free Fall Protection                                                                       | Låg         |                     | Count of "Free Fall Events" detected. |

### Tröskelvärdedatum - Threshold Exceeds Condition (TEC)
Tröskelvärdedatum (TEC) är ett bedömt datum då ett kritiskt enhetsstatistikattribut når sitt tröskelvärde. När "Drive Health"-programvaran rapporterar en "närmaste TEC" bör den betraktas som ett "Failure date", dvs. då enheter havererar. Ibland anges inget datum och enheten kan förväntas fungera utan fel.
För att förutsäga datum följer enheten hastigheten som attributet ändras i. Observera att TEC-datum endast är uppskattningar; hårddiskar kan haverera både mycket tidigare eller mycket senare.

## Självtester
SMART-enheter kan erbjuda flera självtester:
Kortfattad (Short)
Kontrollerar den elektriska och mekaniska prestandan såväl som skivans läsprestanda. Elektriska tester kan inkludera ett test av buffert-RAM, ett test av läs-/skrivkrets eller ett test av läs-/skrivhuvud. Mekaniska tester inkluderar sökning och motorstyrning, genom att skanna delar av enhetens yta. Vidare kontrolleras listan över sektorer som kan ha läsfel. Testet utformas olika av olika tillverkare och det körs under en begränsad tid, vanligtvis under två minuter.
Utförlig (Long/Extended)
En längre och mer grundlig version av det korta självtestet som skannar hela skivytan utan tidsgräns. Detta test tar vanligtvis flera timmar, beroende på läs-/skrivhastighet på enheten och dess storlek.
Kortfattad tillverkaranpassad (Conveyance)
Avsedd som ett snabbtest för att identifiera skador som uppstod vid transport av enheten från enhetens tillverkare till datortillverkaren.
Endast tillgängligt på ATA-enheter och tar vanligtvis flera minuter.
Selektivt (Selective)
Vissa enheter tillåter selektivt självtest på bara en del av ytan.
Självtestloggarna för SCSI- och ATA-enheter är något olika. Det är möjligt för det långa testet att passera även om det korta testet misslyckas.
Diskens självtestlogg kan innehålla upp till 21 skrivskyddade poster. När loggen är fylld tas gamla poster bort.